# Bromelaïna

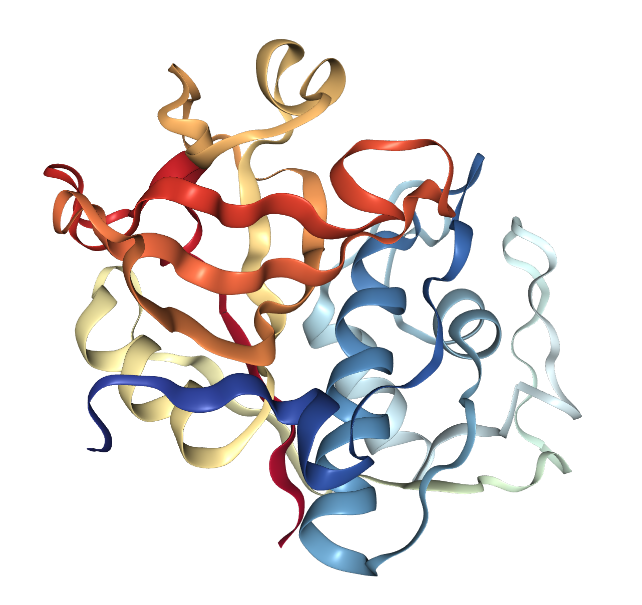
Estructura cristal·lina 3D de la bromelaïna

La bromelaïna o bromelina és una proteasa d’origen vegetal procedent de la planta de la pinya tropical (Ananas comosus), que s'utilitza àmpliament en la indústria alimentària i de begudes (com a potenciador del sabor, per estovar la carn o per solubilitzar agregats proteics), així com en la indústria farmacèutica, biomèdica i cosmètica.
El terme 'bromelaïna' també fa referència a l’extracte aquós cru de la tija i el fruit de la pinya, que és una mescla d'enzims proteolítics (bromelaïna de la tija, de la fruita i ananaïna) i d'altres tipus (fosfatases, glucosidases, peroxidases, cel·lulases i glicoproteïnes).

## Origen
Aquest enzim està present de forma abundant a les diverses parts de la planta de la pinya tropical (Ananas comosus), tot i que en destaca la seva producció en la tija i el fruit (sobre tot en el cor). De fet aquestes dues fraccions permeten distingir-ne dos tipus: la bromelaïna de la fruita i la de la tija. Aquesta última té una major concentració de l’enzim en comparació al fruit i al considerar-se un subproducte del sector de transformació de la pinya, és una font més econòmica d’on extreure’l, motius pels quals se’n fa un ús més ampli a la indústria.

## Classificació i nomenclatura enzimàtica
Existeix un codi enzimàtic per a cada tipus d’enzim: el de la bromelaïna de la tija (stem bromelain) és EC 3.4.22.32 i el de la de la fruita (fruit bromelain) és EC 3.4.22.33. Aquesta classificació es regeix segons el següent criteri:
1. Tipus de reacció que catalitzen (classe): pertany al grup de les hidrolases (classe 3) ja que catalitza reaccions d'hidròlisi, és a dir, de degradació mitjançant aigua com a reactiu.
2. Tipus d’enllaç que hidrolitzen (subclasse): enllaços peptídics (subclasse 4), d’aquí que també se’n faci referència com a hidrolases peptídiques o peptidases. Aquesta divisió a més, es subdivideix en exo- i endoproteases. Les bromelaïnes són endopeptidases i com a tals, actuen sobre les regions internes de les cadenes polipeptídiques, en contraposició a les exopeptidases que ho fan sobre zones terminals.
3. Naturalesa del centre actiu (sub-subclasse): el centre actiu conté un residu de cisteïna que aporta un grup sulfhidril lliure necessari per la catàlisi enzimàtica. Per aquest motiu forma part del grup de les cisteïna proteases (sub-subclasse 22), també conegudes com tiol proteases.
4. Número de sèrie que se l’atorga a l’enzim: és la xifra distintiva que identifica cada enzim dins del grup. És 32 en el cas de la bromelina de la tija i 33 en el de la fruita.

## Estructura
La bromelaïna de la tija és un polipèptid glicosilat que conté manosa, xilosa, fucosa i N-acetil-D-glucosamina. Es tracta d'una sola cadena de 285 aminoàcids que es plega per formar una estructura secundària. A més, conté tres ponts disulfur i està formada per dos subdominis ben diferenciats que es coneixen com L- i R- en referència a la seva posició. El primer (L-) està format majoritàriament per hèlix-α, mentre que el segon (R-) està format per una làmina-β antiparal·lela (que forma el nucli d'aquest subdomini) i dos hèlix-α (situades a la regió superficial en extrems oposats de la làmina-β). Aquesta disposició (L- i R-) possibilita que en la interfase d’aquests subdominis es formi una fenedura en forma de V a la superfície de l’enzim, en la qual els substrats es poden unir (zona activa).
El centre actiu està format per quatre residus: un par iònic de cisteïna (Cys26) i histidina (His158) i com a suport, un d’asparagina (Asn179) i glutamina (Gln20) per ajudar a estabilitzar l’intermediari enzim-substrat que es forma durant la catàlisi. D’aquests, els de cisteïna i histidina es troben en subdominis oposats (L i R respectivament).
Quant a la seva activitat i especificitat, la bromelaïna de la fruita té afinitat per la cadena Bz-Phe-Val-Arg-NHMec, mentre que la de la tija té preferència per substrats que contenen la seqüència Arg-Arg, com la cadena Z-Arg-Arg-NHMec.

## Mecanisme d’acció
Per a que hi hagi activitat catalítica el grup tiol de l’enzim ha de trobar-se en forma reduïda i per això cal un medi reductor i àcid.
El procés catalític s'inicia amb la unió no covalent de l'enzim lliure i el substrat peptídic, que genera un complex intermediari inestable. Aquest es forma mitjançant l’atac nucleofílic del grup tiol (-SH) de la cisteïna al grup carbonil (C=O) de l’enllaç peptídic del substrat i és estabilitzat pel residu de glutamina (Gln20). Això només és possible si els residus de cisteïna i histidina es troben en forma ionitzada com a ió tiolat (S-) i imidazol (ImH+). A continuació es produeix l'acilació  de l'enzim i com a conseqüència es forma i allibera una amina (R’-NH₂). Finalment es produeix una desacilació, en la que el complex acil-enzim reacciona amb una molècula d'aigua per alliberar el grup carboxílic (-COOH) i així regenerar l'enzim lliure. A partir d’aquí es pot iniciar un nou cicle catalític.

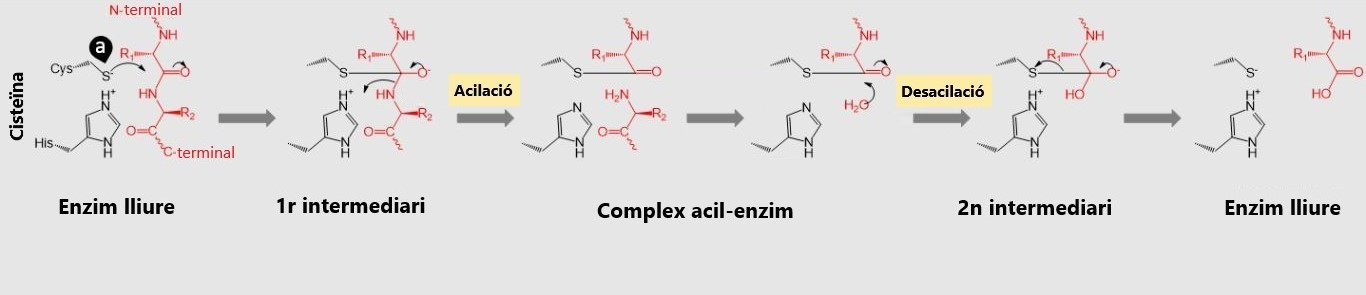
Esquema del mecanisme d'acció de les cisteïna proteases

## Propietats catalítiques
S'ha de distingir entre els dos tipus de bromelaïna.
La bromelaïna de la tija té un pes molecular de 24,5 kDa i un punt isoelèctric (pI) de 9,55 pel que es considera una proteïna força bàsica. Presenta activitat enzimàtica en un ampli rang de condicions, té un pH òptim de 6-8,5 però es manté més o menys estable entre pH de 7-10 per a la majoria dels seus substrats i una temperatura òptima d’entre 50 i 60 °C.
La bromelaïna de la fruita té un pes molecular de 25 kDa i un punt isoelèctric (pI) de 4,6 pel que es considera una proteïna relativament àcida. Té un pH òptim de 4,5 però es manté activa entre pH de 3,5-5,5 i una temperatura òptima d’entre 50 i 60 °C. Cal destacar que té encara més activitat proteolítica i una especificitat més àmplia pels enllaços peptídics que la bromelaïna de la tija.